# Myotis austroriparius
Myotis austroriparius é uma espécie de morcego da família Vespertilionidae.
Apenas pode ser encontrada nos Estados Unidos da América.